# Hadronyche versuta
Hadronyche versuta is een spinnensoort uit de familie Atracidae. De soort komt voor in New South Wales.